# Heverlee
Heverlee ist ein Stadtteil im Süden der Stadt Löwen in Flämisch-Brabant in Belgien.
Der heilige Lambert von Lüttich (Sint Lambertus) ist Ortspatron von Heverlee. Bis zur Eingemeindung als „Teilgemeinde“ („deelgemeente“) von Löwen 1977 war Heverlee eine selbständige Gemeinde.

## Sehenswürdigkeiten
- Schloss Arenberg
- Parkabtei (Abdij van 't Park), eine im 12. Jahrhundert gegründete Prämonstratenserabtei

## Militär
Heverlee ist Sitz des Hauptquartiers der Para-Commando-Brigade des belgischen Heeres.
1946 wurde in Heverlee ein Soldatenfriedhof für Gefallene aus den Ländern des Commonwealth eingeweiht, auf dem u. a. Gefallene der Schlacht an der Scheldemündung begraben sind.

## Bildung
Teile der Katholieke Universiteit Leuven (KU) und der Katholieke Hogeschool Leuven (KHL) sowie die Evangelische Theologische Faculteit (ETF) liegen in Heverlee.

## Sport
Der Fußballverein Oud-Heverlee Löwen und die Belgische Fußballnationalmannschaft der Frauen tragen im Stadion Den Dreef ihre Heimspiele aus.

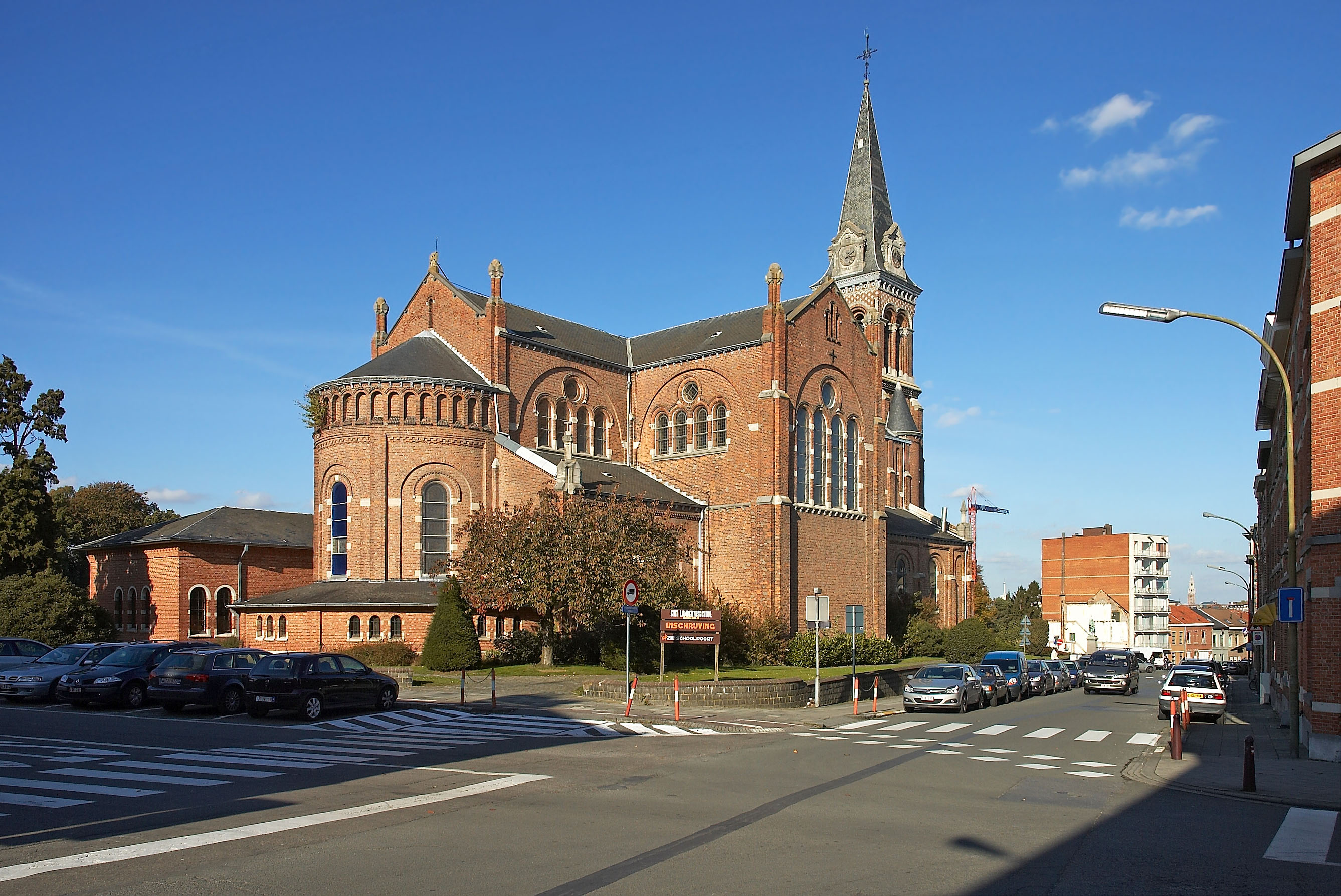
St.-Lambertus-Kirche in Heverlee

## Verkehr
Heverlee liegt an der Autobahn A3 (Brüssel – Lüttich – Aachen). Am Autobahndreieck Heverlee zweigt von der A3 die A2 ab, die über Hasselt und die Niederlande (A76) ebenfalls in Richtung Aachen führt.
Der Bahnhof Heverlee liegt an der Bahnstrecke Löwen – Ottignies.

## Persönlichkeiten
- Philipp von Arenberg (1848–1906); Prinz aus dem hochadeligen Haus Arenberg, Domkapitular in Eichstätt